# Chaetopsylla tuberculaticeps
Chaetopsylla tuberculaticeps е вид насекомо от семейство Vermipsyllidae. Видът е паразитна бълха по хищни бозайници. Разпространен е в широк ареал – от Канада и Гренландия, през Сибир, Казахстан до Италия и Норвегия.